# Scolopendra oraniensis
Scolopendra oraniensis är en mångfotingart som beskrevs av Lucas 1846. Scolopendra oraniensis ingår i släktet Scolopendra och familjen Scolopendridae. Inga underarter finns listade i Catalogue of Life.